# 原みどり
原 みどり（はら みどり、1966年2月12日 - ）は、日本のシンガーソングライター。栃木県宇都宮市出身。三姉妹の次女。SPANK HAPPY時代にはハラミドリ、原緑/*come『ブルーズ彗星』制作時代には原緑の名義で活動していた。夫はゆふいんラヂオ局やTHE GOGGLESのサポートメンバーとして「ポールマッカートニー（替玉）」名義で活動しているManny。

## 概要
1989年に日本コロムビアのオーディションでグランプリを獲得し、財津和夫 with 原みどり「償いの日々」で歌手デビュー。1992年に菊地成孔・河野伸らとSPANK HAPPYを結成し、1994年に東芝EMIより『MY NAME IS』『FREAK SMILE』他をリリース。SPANK HAPPYに陰りが出るとパチンコ屋で演奏営業をした。1998年10月にSPANK HAPPYを脱退。
2004年、笹野みちる・篠原りかとボーカルユニット「吉祥寺三姉妹」を結成し、アルバム「mind forest」「mind HAWAII」を発表（2005年解散）。
2007年、「ジュニジュニパピプペソング」が仙台放送のオリジナルマスコットキャラJUNIによる「ジュニ体操」のテーマソングに起用される。
2009年、父親の散骨を機に、父親の出身地である福岡県久留米市へ移住。ソロやユニットでのライブ活動を続ける傍ら、寺子屋（ボーカルレッスン）を開講。
2017年11月より、ゆふいんラヂオ局「The Beatles Time」の中の「教えてPaul替玉」（ポール・マッカートニー（替玉）脚本演出）のコーナーで僧侶：瀬戸内弱小（せとないじゃくしょう）、吟詠家：満平緑風（まんだいらりょくふう）として声優を務めている。また、2024年2月より同番組内で本名原みどりとして「チョットストリーム」に出演中。
2018年4月14日より、トヨタカローラ福岡の全店で配布されるCDの楽曲の中で、原みどり with All Starsのバンド名で「21世紀のドライブ」が収録されている。
2021年12月、アビー・ロード・スタジオにてマスタリングされた全編英語詞のソロアルバム「Living Dreams」をリリース。
卒業校である栃木県立宇都宮中央女子高等学校(現栃木県立宇都宮中央高等学校)のシンボルであった桜やイチョウの樹木を伐採後に譲り受け、湯布院の木工職人に依頼してカトラリーへと加工した。2024年7月27日にトークイベントを宇都宮市で開催し、このイベント内でカトラリーを販売している。

## ディスコグラフィ
SPANK HAPPY名義の作品は「SPANK HAPPY」の項を参照

### アルバム
1. MiDo（1987年6月21日）
2. KO・KO・RO・NOTE（1988年3月21日）
3. アマロ・ジャバロと言えた日（1989年10月1日）
4. Worst 12 in Heaven（1996年6月21日）
5. ブルーズ彗星（2000年11月21日） - 原緑/*come名義
6. 恋☆さざなみ慕情（2006年10月20日） - 原みどりとワンダー5名義
7. 夜明け（2011年11月16日）
8. Living Dreams (2021年12月8日）

### シングル
1. 償いの日々（1987年1月1日） - 財津和夫 with 原みどり名義
2. 御乱心春色変化（1987年6月21日）
3. Too Young（1988年2月21日）
4. ジュニジュニパピプペソング（2008年9月26日）　ジュニ体操テーマソング
5. Motto Back / Please Please Me （2025年6月25日） 原みどりとチャンチキズ[11]

### 参加作品
- Cover Rocks - Various Artists（1995年12月21日）　Born Free Red feat.ハラミドリ名義「赤い鳥逃げた？」収録
- suzuro - VITA NOVA（1997年11月19日）　ゲストボーカル曲「気にしないで」収録。ハラミドリ名義で参加。
- ハイ・タイド・アンド・ムーンライト・バッシュ（HIGH TIDE AND MOONLIGHT BASH） - ソウル・フラワー・ユニオン（1999年12月8日）　コーラスとして参加。
- NANAIROPLAN＿yellow － Various Artist（2014年3月9日） 原みどりとチャンチキズ名義「MOTTO BACK」収録
- BoB tiny masterpiece = supply - Various Artists（2018年7月11日）　ハラミドリ名義「山中節」収録